# Raji细胞

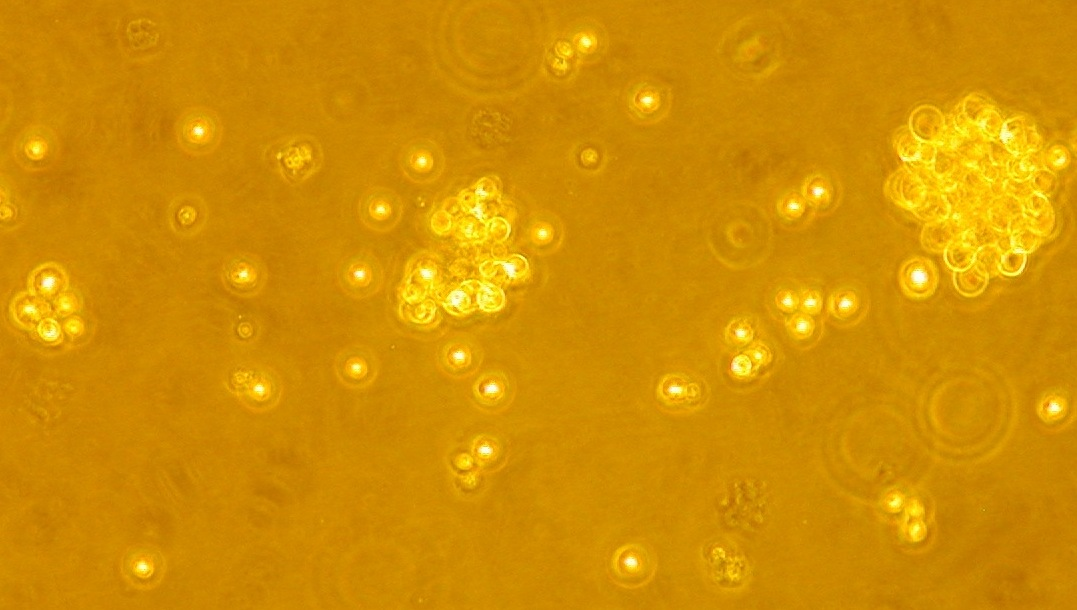
细胞培养中的Raji细胞

Raji细胞（也译为雷吉细胞）是第一种成功连续培养的人造血细胞系，源自于一位11岁男孩的伯基特淋巴瘤，常用于轉染实验。

## 外部連結
- Cellosaurus entry for Raji （页面存档备份，存于）